# Eyes Wide Shut
Eyes Wide Shut er en britisk-amerikansk film fra 1999. Filmen er instrueret af Stanley Kubrick og har Tom Cruise og Nicole Kidman, som på tidspunktet for optagelserne var gift, i hovedrollerne. Filmen tog mere end et år at optage og var Stanley Kubricks sidste, han døde 4 dage efter han havde afleveret den færdigklippede film. Filmen er baseret på bogen Traumnovelle af Arthur Schnitzler.

## Handling
Filmen handler om overklasseægteparret Bill Harford (Tom Cruise) og Alice Harford (Nicole Kidman). Efter at have været til en fest, hvor de begge to har flirtet ret kraftigt med andre, kommer de op at skændes og det får Alice til at indrømme, at hun har overvejet at have en affære. Det får Bill til at rende ud i natten hvor han oplever flere bizarre ting og ender til et kæmpe sexorgie.

## Fortolkning
Dele af handlingen ses ofte som noget, der foregår inde i hovedet på Bill Harford i stedet for at være almindeligt drama. En ting der taler for det er, at i bogen fortæller konen, at hun første gang begyndte at fantasere om at være ham utro i Danmark. Senere er det kodeord Bill skal bruge for at komme ind til orgiet "Danmark". Dette kunne indikere, at rejsen er en drøm i stedet for virkelighed. I filmen er kodeordet ændret til "fidelio", som hentyder til ægteskabeligt troskab og også er navnet på en opera af Beethoven med netop det emne.